# Miles de millones
Miles de millones (título original en inglés: Billions and Billions: Thoughts on Life and Death at the Brink of the Millennium) es el último libro escrito por el astrónomo estadounidense Carl Sagan antes de su muerte en 1996.
Los diecinueve ensayos o capítulos que componen la obra brindan la visión de Sagan sobre temas que considera fundamentales «en la antesala del milenio», a través de su estilo habitual para explicar en términos asequibles las cuestiones científicas más complejas. Se tratan temáticas como el calentamiento global, la explosión demográfica, la vida extraterrestre, la moralidad y el debate sobre el aborto. El último capítulo, «En el valle de las sombras», es un relato de la lucha contra la mielodisplasia que finalmente puso fin a su vida en diciembre de 1996. La esposa de Sagan, Ann Druyan, escribió el epílogo del libro luego de la muerte del autor.
La obra es, al mismo tiempo, el «testamento» ideológico de Sagan y una reedición de textos ya publicados, incluyendo:
- «El ajedrez persa»[3] en la revista Parade el 5 de febrero de 1989.
- «El mundo que llegó por correo»[4] publicado en Parade en 1986.
- «La cuestión del aborto: una búsqueda de respuestas», publicado en la misma revista el 22 de abril de 1990, sirvió como base a uno de los artículos de la segunda parte del libro.
- «El enemigo común», escrito en 1988 para la publicación simultánea en Estados Unidos y la entonces Unión Soviética.

Una de las críticas que frecuentemente ha recibido el libro desde el punto de vista literario ha sido este conjunto ecléctico de ideas originado en el carácter recopilatorio de textos y conocimientos. Sin embargo, el hilo unificador es el mensaje póstumo del autor sobre cuestiones fundamentales del universo y del misterio de la vida; una invitación a observar desde un punto de vista científico la realidad, una constante en la carrera de Sagan.

## Primera parte: La fuerza y la belleza de la cuantificación
La primera parte, titulada «La fuerza y la belleza de la cuantificación» desarrolla en seis capítulos diferentes tópicos relacionados con los grandes números en el funcionamiento del universo y en nuestra vida diaria.

### Miles y miles de millones

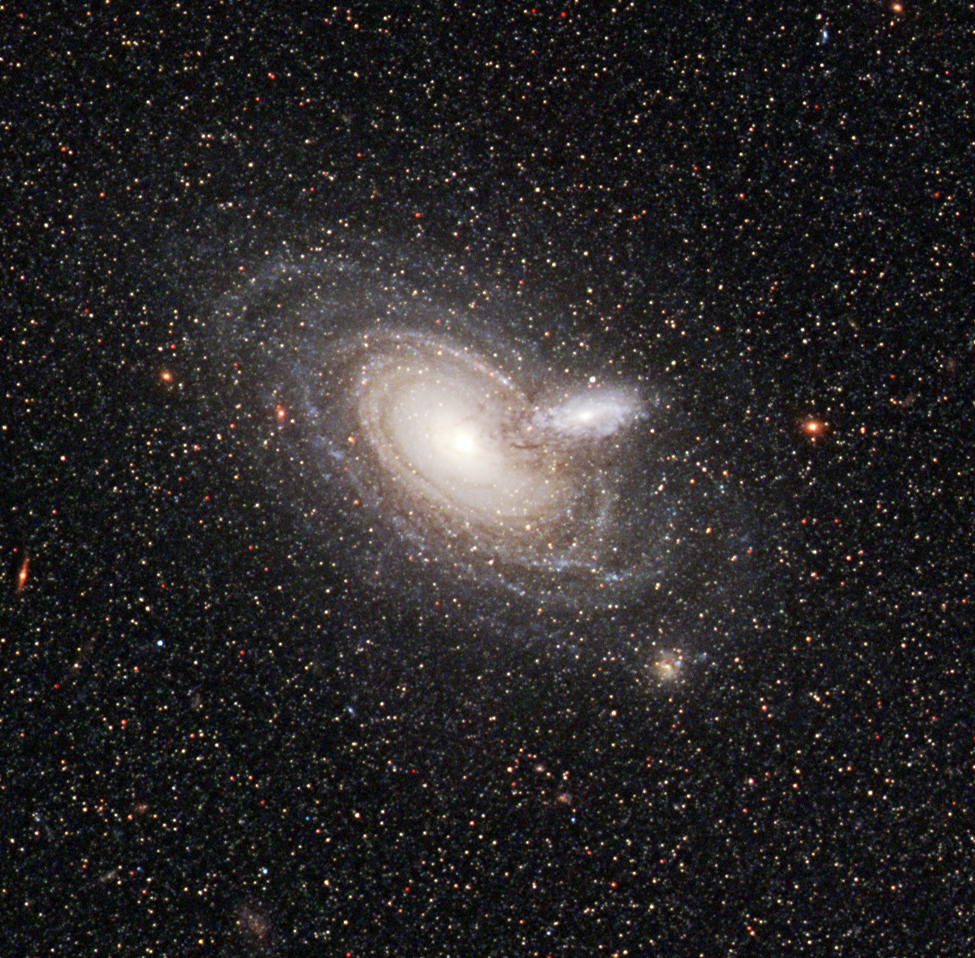
Miles de millones de estrellas en una galaxia espiral.

Sagan comienza explicando el motivo de la frase que titula el libro, que le fuera atribuida popularmente ―a pesar de no haberla utilizado nunca― gracias a la imitación que durante varios años hizo Johnny Carson en su comedia televisiva. Mediante diversos ejemplos explica la «actualidad» del concepto, teniendo en cuenta que la evolución tecnológica y cultural parece requerir de números cada vez mayores. Así compara, por ejemplo, la población mundial en la época de Jesucristo (estimada en 250 millones de personas) y la existente en el momento de escribirse el libro (6000 millones), menciona el creciente número de fortunas millonarias y milmillonarias, los datos económicos mundiales, donde es habitual hablar de miles de millones de dólares en relación con gastos, deudas nacionales y presupuestos, o los avances en la astronomía que han permitido crecientes «mediciones» en número de estrellas, galaxias y sus distancias siderales obteniendo números cada vez más grandes y difíciles de representar: la estrella más cercana, Alfa Centauri se encuentra a 40 billones de kilómetros.
Resalta la necesidad de la notación científica o exponencial, por lo general poco utilizada fuera de los ámbitos académicos, para manejar cómodamente estos grandes números, y los muestra en diversas situaciones que ilustran su aplicación:
- Número aproximado de microbios en una cucharadita de tierra: 108
- Estimación de la cantidad de granos de arena en todas las playas del planeta: 1020
- Seres vivos en la Tierra: 1029
- Núcleos atómicos en el Sol: 1057
- Partículas elementales (electrones, protones, neutrones) en todo el cosmos: 1080.

### «El ajedrez persa»

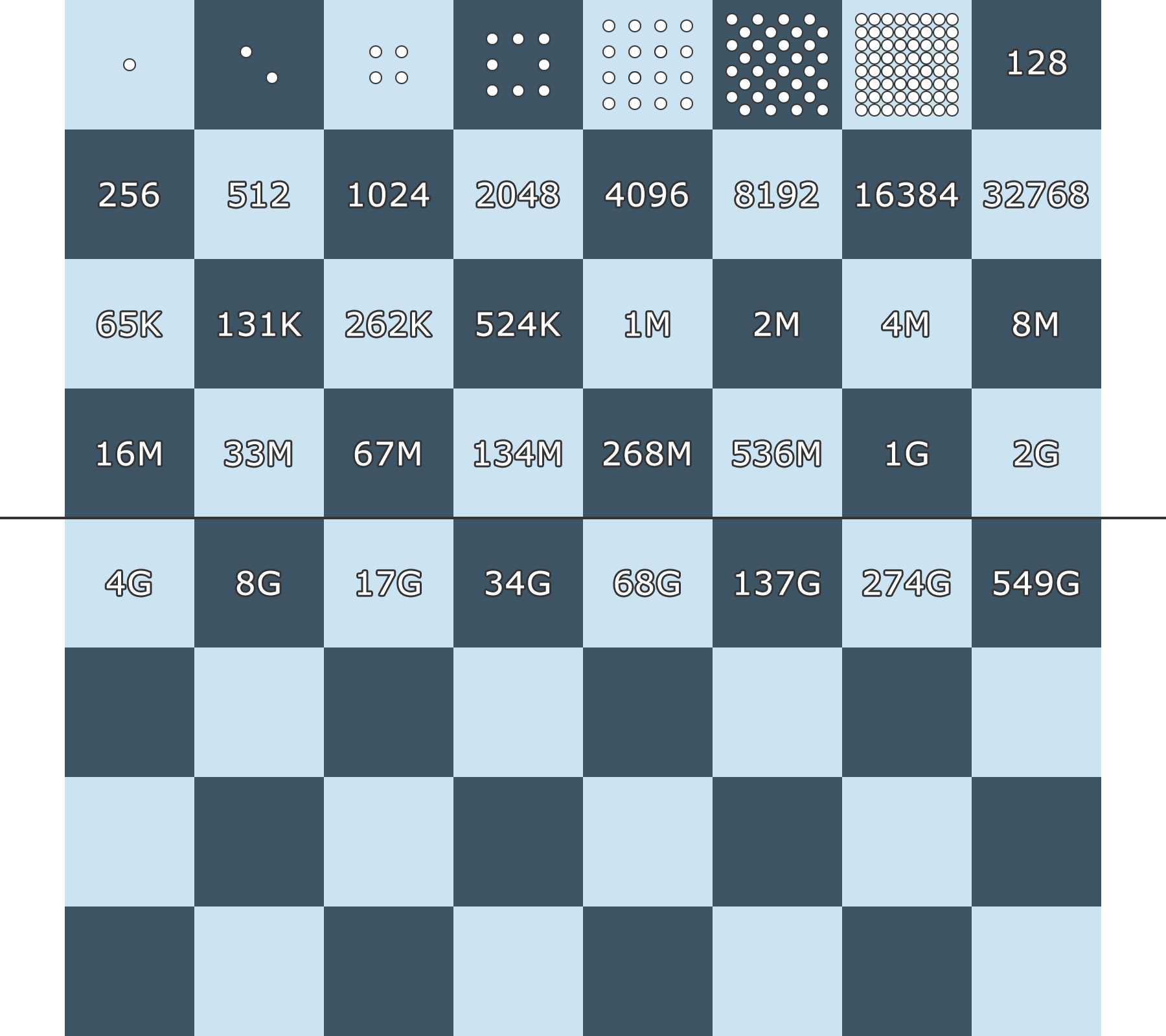
Crecimiento exponencial en los primeros cuarenta escaques de un tablero de ajedrez, expresado en bits.

El segundo capítulo avanza en describir la generación de grandes números, a través de las progresiones geométricas y el crecimiento exponencial.
La leyenda sobre la invención del ajedrez, que es parte de la tradición popular, ilustra claramente el concepto de progresión geométrica: cuando el rey ofrece al visir que había inventado tan exquisito juego una recompensa adecuada y este solicita un grano de trigo en el primer escaque, el doble en el segundo, el doble en el tercero... Un pedido tan humilde produce diversión adicional entre los cortesanos, pero esta vez a costa del aparentemente estúpido inventor. Sin embargo, la cantidad total de cereal a disponer en el tablero de ajedrez equivaldría a la producción mundial de cualquier año del siglo XX multiplicada por 150, con lo que en realidad ―y dando por cierta la fábula― el rey no pudo cubrir la recompensa.
Sagan subraya con varios ejemplos el carácter cotidiano del crecimiento exponencial y, al mismo tiempo, sus limitaciones más allá del concepto teórico:
- Interés compuesto: Un antepasado que hubiera depositado 10 dólares hace 200 años a un interés del 5 % nos habría legado 10 × (1,05)200 = 172 925,81 dólares.
- Reproducción biológica: Una colonia de bacterias que se duplique cada 15 minutos, alcanzaría, si no encontrara ―como siempre sucede― algún impedimento,[5] el peso del planeta Tierra en un día y medio.
- Crisis demográfica mundial:[6] Con una diferencia diaria de 240 000 entre nacimientos y defunciones de seres humanos, no habría solución tecnológica alguna para el desaforado (y creciente) crecimiento exponencial de la población.
- La reacción en cadena de la energía atómica.
- Todos somos parientes: si consideramos que tenemos dos padres, cuatro abuelos, ocho bisabuelos.... y 64 generaciones atrás unos 18,5 trillones de antepasados directos, cifra completamente ridícula en relación con la población de aquella época, o incluso de esta, cabe solo una explicación: la mayoría de ellos son las mismas personas.

Conocer algo de manera meramente cualitativa es conocerlo de manera vaga. Si tenemos conocimiento cuantitativo ―captando alguna medida numérica que lo distinga de un número infinito de otras posibilidades― estamos comenzando a conocerlo en profundidad, comprendemos algo de su belleza y accedemos a su poder y al conocimiento que proporciona. El miedo a la cuantificación supone limitarse, renunciar a una de las perspectivas más firmes para entender y cambiar el mundo.
Carl Sagan, Miles de millones, capítulo 2

### «Los cazadores de la noche del lunes»

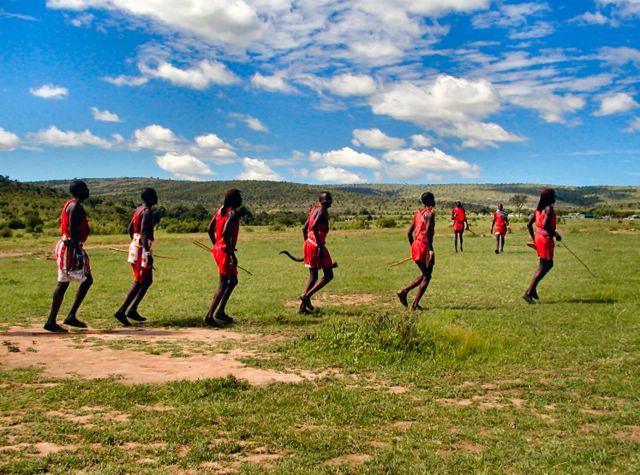
Equipo de cazadores de una tribu en Kenia: el instinto de caza ha encontrado ―según Sagan― su expresión contemporánea en la competencia deportiva.

En este ensayo Carl Sagan desarrolla una relación entre los instintos de nuestros antepasados cazadores-recolectores y la fuerte atracción trastocada muchas veces en fanatismo que encierra la afición deportiva entre la mayoría de los varones de todas las culturas del siglo XX.
El capítulo se inicia con una cita de William James:

El instinto de caza tiene origen remoto en la evolución de la raza. El instinto cazador y el de lucha se combinan en muchas manifestaciones. [...] Puesto que el afán sanguinario de los seres humanos es una parte primitiva de nosotros, resulta muy difícil erradicarlo, sobre todo cuando se promete como parte de la diversión una pelea o una cacería.
William James (psicólogo), 1890

El autor observa que las estrellas deportivas son a menudo héroes nacionales y que la mayoría de los deportes se encuentran asociados con una nación o una ciudad, y son considerados como sinónimo de patriotismo y orgullo cívico. Según Sagan, «una competición deportiva es un conflicto simbólico apenas enmascarado». Recuerda casos en los que la máscara incluso cayó, como la recurrente historia de las barras bravas o los hooligans, la Guerra del fútbol de 1969 entre El Salvador y Honduras y otros varios casos en que la competencia derivó netamente en combate.
Según Sagan, el deporte en equipo recuerda especialmente el comportamiento y la coordinación necesaria para la caza de nuestros lejanos ancestros nómades, característica que nos ha llegado por un proceso de selección natural: solo los buenos cazadores sobrevivieron en la prehistoria dejando descendencia.
Estos instintos son fuertes porque el 97 % de la historia humana transcurrió como grupos de cazadores-recolectores y solo en el último 3 % hemos llevado una existencia sedentaria.

Una parte de nuestro ser anhela unirse a una minúscula banda de hermanos en un empeño osado e intrépido. (...) Los deportes en equipo proporcionan una vía.
Carl Sagan, Miles de millones, capítulo 3

### «La mirada de Dios y el grifo que gotea»
Aquí el autor relaciona el concepto de luz con la percepción que tenemos del mundo, deteniéndose en explicaciones accesibles sobre el concepto de onda y de frecuencia lumínica.
Relaciona el comportamiento de la luz con el del sonido, y ―en ambos casos― tiende un puente entre el conocimiento científico y sus tesis morales básicas, reiteradas en toda su obra literaria y mediática, por ejemplo:
- La comunicación en las interrelaciones de la familia humana: cómo el avance tecnológico permite recuperar la integridad de la familia humana limitada durante la mayor parte de su historia evolutiva a un alcance aproximado de 100 m (el rango de comunicación a viva voz) hasta la capacidad actual de comunicación a distancias siderales.
- La percepción de diferencias entre personas, por ejemplo el color de la piel, base de tantas posiciones racistas, acotada y desvirtuada por corresponder únicamente a nuestra capacidad de percepción en el espectro de luz visible. Tal como subraya Sagan «en la mayor parte del espectro lumínico todos los seres humanos somos negros».

### «Cuatro preguntas cósmicas»

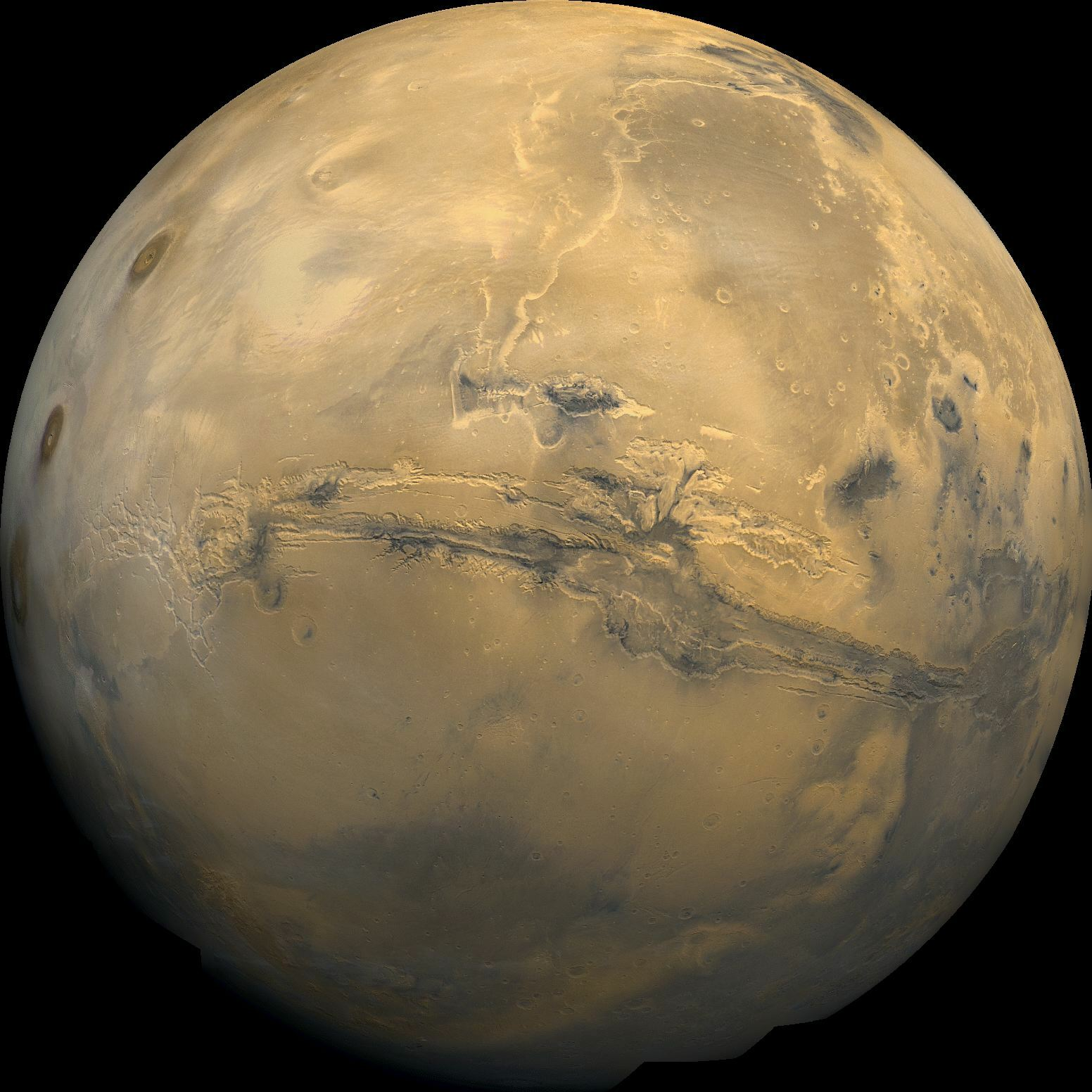
El planeta Marte, un compañero cercano de la Tierra que todavía guarda secretos en relación con el origen y evolución de la vida.

En el quinto capítulo del libro, Carl Sagan desarrolla una respuesta a cuatro cuestiones que denomina «prometedoras» en cuanto a la posible evolución futura del conocimiento científico:
- ¿Existió vida en Marte?: El estudio de este planeta cercano plantea dos cuestiones básicas que hacen a nuestro concepto sobre la relativa rareza o frecuencia de la vida en el universo: ¿Es posible que hubiera dos planetas cercanos y de ambientes muy semejantes, pero que la vida surgiera en solo uno de ellos? ¿O quizás evolucionó la vida también en Marte, solo para extinguirse cuando el clima cambió de forma misteriosa? Sagan describe diversos indicios tanto en meteoritos de origen marciano hallados en la Antártida, como las posibilidades que ofrecerán las sondas programadas por la NASA para obtener pruebas de vida antigua o incluso presente en el planeta hermano.

- ¿Es Titán un laboratorio para el estudio del origen de la vida?: La luna del planeta Saturno contiene muchos de los elementos esenciales de la vida en la Tierra, generando la sospecha de si no podría tratarse de un sistema en un estadio similar al de nuestro mundo en la etapa de origen de la vida. Sagan menciona el proyecto para 2004 de la misión Huygens[8] como una instancia en que se obtendrán más datos sobre esta cuestión.

- ¿Hay vida inteligente en algún otro lugar?: Se alude al sistema de exploración del cosmos mediante radiotelescopios, subrayando que el programa es muy reciente y cualquier resultado solo podrá obtenerse transcurridas varias décadas.

- ¿Cuales son el origen y el destino del universo?: Según Sagan, «la astrofísica moderna está a punto de llegar a revelaciones fundamentales sobre el origen, la naturaleza y el destino del universo». Menciona las alternativas sobre las distintas teorías de expansión cósmica, y aclara que ―más allá de suposiciones, dogmas religiosos o leyendas― por primera vez la Humanidad está cerca de obtener respuestas concretas a esta cuestión basadas en la observación científica.

### «Tantos soles, tantos mundos»
Partiendo de una cita de Huygens sobre la inmensidad del universo, Sagan resume los avances científicos en la comprensión de la génesis de los sistemas solares y en el descubrimiento de planetas de sistemas estelares lejanos, reiterando su convencimiento de que es solo cuestión de tiempo hallar «mundos» con características similares al nuestro.

## Segunda parte: «¿Qué conservan los conservadores?»
La segunda parte de Miles de millones, titulada «¿Qué conservan los conservadores?», dedica seis capítulos a cuestiones ecológicas relevantes sobre el futuro de la humanidad en el planeta:

### El mundo que llegó por correo
A través de un ejemplo simple se explican los conceptos básicos de un ecosistema cerrado, donde todos los recursos deben necesariamente reciclarse de un modo u otro.

Nos guste o no, los seres humanos estamos ligados a nuestros semejantes y a las plantas y animales de todo el mundo. Nuestras vidas están entrelazadas.
Carl Sagan, Miles de millones, capítulo 7

Sagan resalta la necesidad de que aprendamos a pensar a largo plazo, convirtiendo nuestro mundo tecnificado en un ecosistema seguro y equilibrado.

### El medio ambiente: ¿Dónde radica la prudencia?

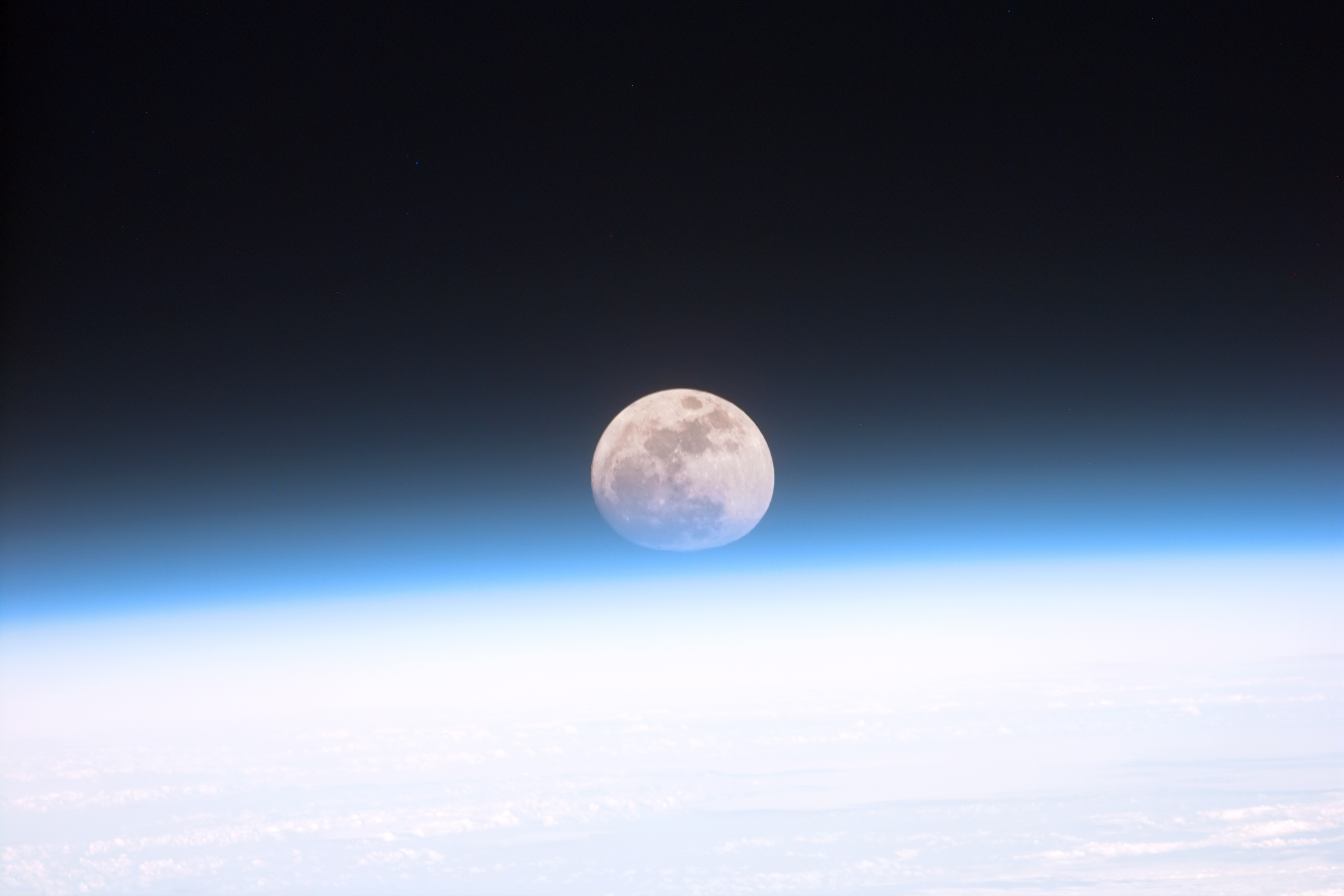
La atmósfera terrestre, de un tenue color azul, se superpone a la Luna en esta imagen tomada desde el transbordador espacial.

Dice el autor que «nuestra tecnología se ha hecho tan potente que, consciente o inconscientemente, estamos convirtiéndonos en un peligro para nosotros mismos». Por ello resulta esencial una mejor comprensión de la ciencia por parte del público.
Sagan explora los distintos caminos entre un pesimismo trágico y el optimismo ciego e ilimitado que tiende a minimizar los problemas ambientales.
Algunos datos para entender la fragilidad de la atmósfera terrestre:
- Supone solo el 0,1 % del diámetro terrestre: el espesor de la capa de aire equivale al revestimiento de barniz sobre un globo terráqueo escolar.
- El espesor de la capa de ozono es de 1/4000 millones el diámetro terrestre.

Dice Sagan que todos experimentamos algún grado de ansiedad por diferentes motivos, desde el sustento de la prole ―que hace posible una nueva generación― hasta la preocupación casi exclusiva de los científicos por nuevas catástrofes. A veces se nos pasan por alto los riesgos, pero los primates tenemos esa capacidad exclusiva de examinar las consecuencias futuras de acciones actuales.

### Creso y Casandra
A partir del capítulo 9, Sagan dedica varias páginas a describir algunas conductas de la Humanidad que parecen peligrosas, comenzando por un paralelo entre los oráculos de la antigüedad y las advertencias científicas modernas. En particular, las dos posiciones extremas (y erróneas) respecto de la interpretación del futuro:
- Malinterpretar las profecías según nuestras convicciones previas: Con el ejemplo de Creso, rey de Lidia que interpretó a su favor el oráculo de Delfos en relación con el resultado de su guerra con Persia. Este error implica suponer el sentido de las respuestas o no hacer las preguntas adecuadas para lograr obtener respuestas válidas a nuestras inquietudes.

- Relativizar y descartar de plano todo peligro: Representado mediante la historia de Casandra, bendecida por Apolo con el don de la profecía, pero luego castigada con un destino cruel e ingenioso: nadie le creería, según narra Esquilo en el Agamenón.

### Falta un pedazo de cielo

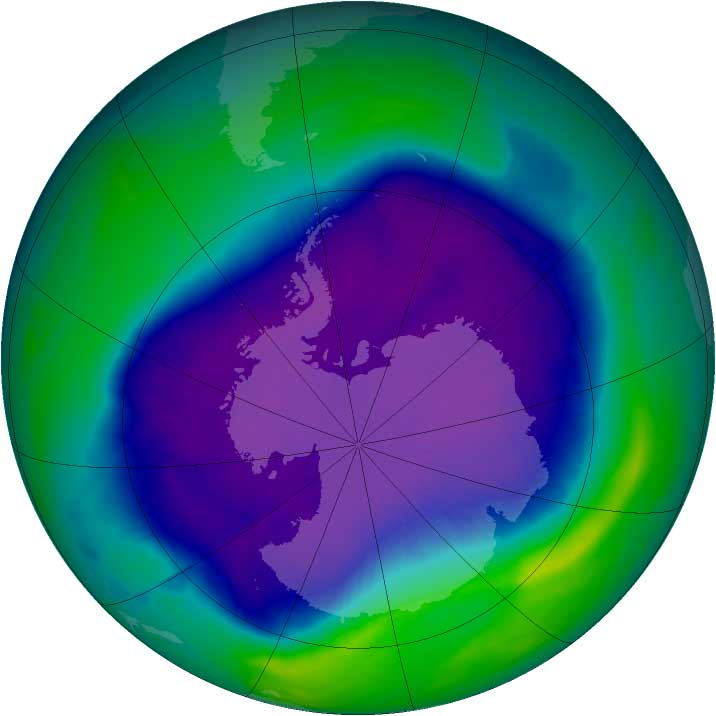
El agujero de ozono sobre la Antártida, septiembre de 2006.

Una explicación detallada y accesible sobre el ozono y la incidencia de los clorofluorocarbonados en la destrucción de la capa de ozono, nuestro único escudo contra la radiación ultravioleta del Sol.
La luz ultravioleta es antagonista de la vida, y Sagan describe los efectos que pueden tener lugar sobre toda la cadena trófica y el destino de los seres vivos, incluido el hombre.
Resalta los logros del Protocolo de Montreal, que permitió morigerar los daños de los CFC, y llama la atención sobre la necesidad de ser más prudentes en prever las consecuencias de nuestras acciones, ya que es cada vez mayor el poder de destrucción en manos de la Humanidad.

### Emboscada: el calentamiento del mundo
Sagan describe el origen de los combustibles fósiles y cómo paulatinamente fueron descubiertos y aprovechados por el hombre:

Nuestra civilización funciona a base de quemar los restos de humildes criaturas que poblaron la tierra centenares de millones de años antes de que entraran en escena los primeros seres humanos.
Carl Sagan, Miles de millones, capítulo 11

El carbón ―y especialmente el petróleo― rigen la economía mundial, justifican guerras, boicots e invasiones, y ―en general― políticas que sin la adicción al petróleo serían consideradas ridículas o temerarias.
La combustión combina los átomos de carbono con oxígeno, formando dióxido de carbono, uno de los principales gases responsables del efecto invernadero.
Sagan describe cómo logra la Tierra su equilibrio térmico, donde el efecto invernadero juega en principio un papel beneficioso para la vida, ya que de otra forma la temperatura media en la superficie terrestre sería de unos 20 °C bajo cero.
Pero un efecto invernadero excesivo, cuyo incremento se genera por la quema de combustibles fósiles y la deforestación, produciría un calentamiento global de consecuencias irreversibles.

### Huir de la emboscada
Como corolario de los capítulos anteriores, el autor desarrolla algunas sugerencias prácticas relacionadas con el cambio climático, entre ellas:
- Automóviles de bajo consumo y mayor autonomía.
- Automóviles eléctricos.
- Energía nuclear basada en la fusión atómica.
- Desarrollo de la energía solar.

### Religión y ciencia: una alianza
Tanto la religión como la ciencia occidentales insistieron en afirmar que la naturaleza no es la historia sino el escenario, y que constituye un sacrilegio considerar sagrada a la naturaleza.
Carl Sagan, Miles de millones, capítulo 13

Sagan subraya aquí las posibilidades de integrar esfuerzos entre las religiones y el mundo científico para mejorar la relación de la familia humana con su medio natural, detallando el llamamiento realizado en enero de 1990 a los dirigentes religiosos de todo el mundo, y las posibilidades que brinda su puesta en práctica.

## Tercera parte: allí donde chocan corazones y mentes
Los últimos cinco capítulos de Miles de millones desarrollan tópicos que muestran el choque entre razón y sentimiento, entre instinto y racionalidad y entre dogma y relativismo.

### El enemigo común
Partiendo de la invitación que recibió en 1988 para escribir un artículo sobre las relaciones entre Estados Unidos y la Unión Soviética a publicarse en simultáneo en las principales revistas de ambos países, Sagan desarrolla un ensayo sobre «el enemigo común» como analogía para explicar la posibilidad de un esfuerzo conjunto de la familia humana.
El improbable enemigo común, una invasión alienígena hostil, da paso rápidamente en la prosa de Sagan al enemigo real: los excesos de nuestra capacidad tecnológica que dañan el ambiente en que vivimos: los combustibles fósiles, la contaminación industrial, la carrera armamentista, las armas atómicas... En palabras del mismo Sagan:

...Es posible que los malévolos extraterrestres apenas tuviesen motivo para atacar la Tierra: después de un examen preliminar tal vez decidieran tener un poco de paciencia, y aguardar a que nosotros mismos nos destruyéramos.
Carl Sagan, Miles de millones, capítulo 14

### Aborto: ¿es posible tomar al mismo tiempo partido por «la vida» y «la elección»?

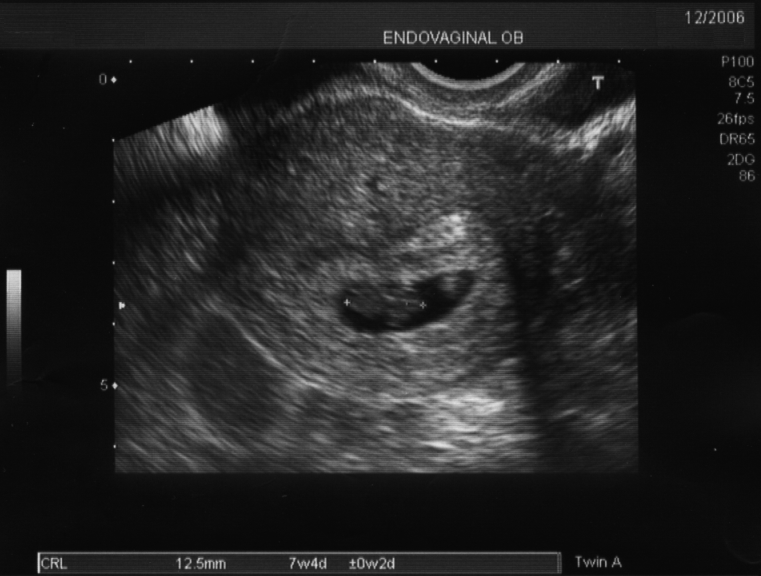
Ecografía de un feto humano de siete semanas de gestación, cuya longitud es de 12,5 mm.

El texto de este capítulo fue escrito en conjunto con su esposa Ann Druyan, y publicado en 1990 por primera vez. Es un análisis lúcido sobre las implicaciones de un tema tan polémico y ―al mismo tiempo― de tanta incidencia social, donde las opiniones se polarizan y las mentes se cierran.
La cuestión inicial que plantea el autor es cuál es la respuesta razonable a la pregunta sobre si es lícito, y en qué circunstancias, interrumpir un embarazo. Y esta pregunta le lleva a otras más esenciales...
- ¿Cuáles son nuestras responsabilidades mutuas?
- ¿Debemos permitir que el Estado intervenga en los aspectos más íntimos y personales de nuestra vida?
- ¿Qué significa «ser humano»?

La abstracción más común de esta problemática reduce frecuentemente la cuestión a dos extremos enfrentados: el bando «provida» y el bando «proelección».
El bando «provida»: pretende en realidad defender la vida humana, ya que no hay derecho a la vida hoy por hoy en la Tierra, ni ha existido en ninguna sociedad del pasado, con excepción quizá de los yainas de la India. La cuestión entonces pasa por definir con exactitud qué es un ser humano en el camino entre un espermatozoide o un óvulo y un recién nacido.
En esta línea, según Sagan, la mala interpretación de lo que constituía el espermatozoide al avanzar las técnicas microscópicas, retomando el concepto tradicional del homúnculo, hizo que recién en 1869 el aborto comenzara a ser causa de excomunión en la Iglesia católica.

Si uno mata deliberadamente a un ser humano, se dice que ha cometido asesinato. Si el muerto es un chimpancé ―nuestro más próximo pariente biológico, con el que compartimos el 99,6 % de genes activos― cualquiera, entonces no es asesinato. Hasta la fecha, el asesinato se aplica solo al hecho de matar seres humanos.Por eso resulta clave en el debate sobre el aborto la cuestión del momento en que surge la personalidad (o si se prefiere, el alma) ¿Cuándo se hace humano el feto? ¿Cuándo emergen las cualidades distintivas del ser humano?
Carl Sagan, Miles de millones, capítulo 15

El análisis de la evolución fetal dentro de la madre lleva a Sagan a elegir como mejor opción, más allá de integrismos de cualquier signo, el parámetro de madurez en coherencia con el fallo de la Corte Suprema de Estados Unidos ―caso Roe contra Wade― que generó la siguiente jurisprudencia:
- Primer trimestre de embarazo: Se considera que el feto no tiene la arquitectura cerebral necesaria para «pensar» y por tanto no puede ser todavía considerado «humano». Aborto permitido sin limitaciones a petición de la mujer.
- Segundo trimestre: Aborto autorizado con ciertas restricciones para proteger la salud de la madre.
- Tercer trimestre: Se autoriza a los estados a prohibir el aborto, salvo cuando exista una seria amenaza para la salud o la vida de la mujer.

De todas formas, a diferencia del fallo de la corte, Sagan no basa su opción en la «viabilidad» del feto, ya que ―en sus palabras― «la moral no puede depender de la tecnología», pero sí del primer atisbo de pensamiento humano, que es la única característica mensurable que parece diferenciarnos de los animales.

### Las reglas del juego

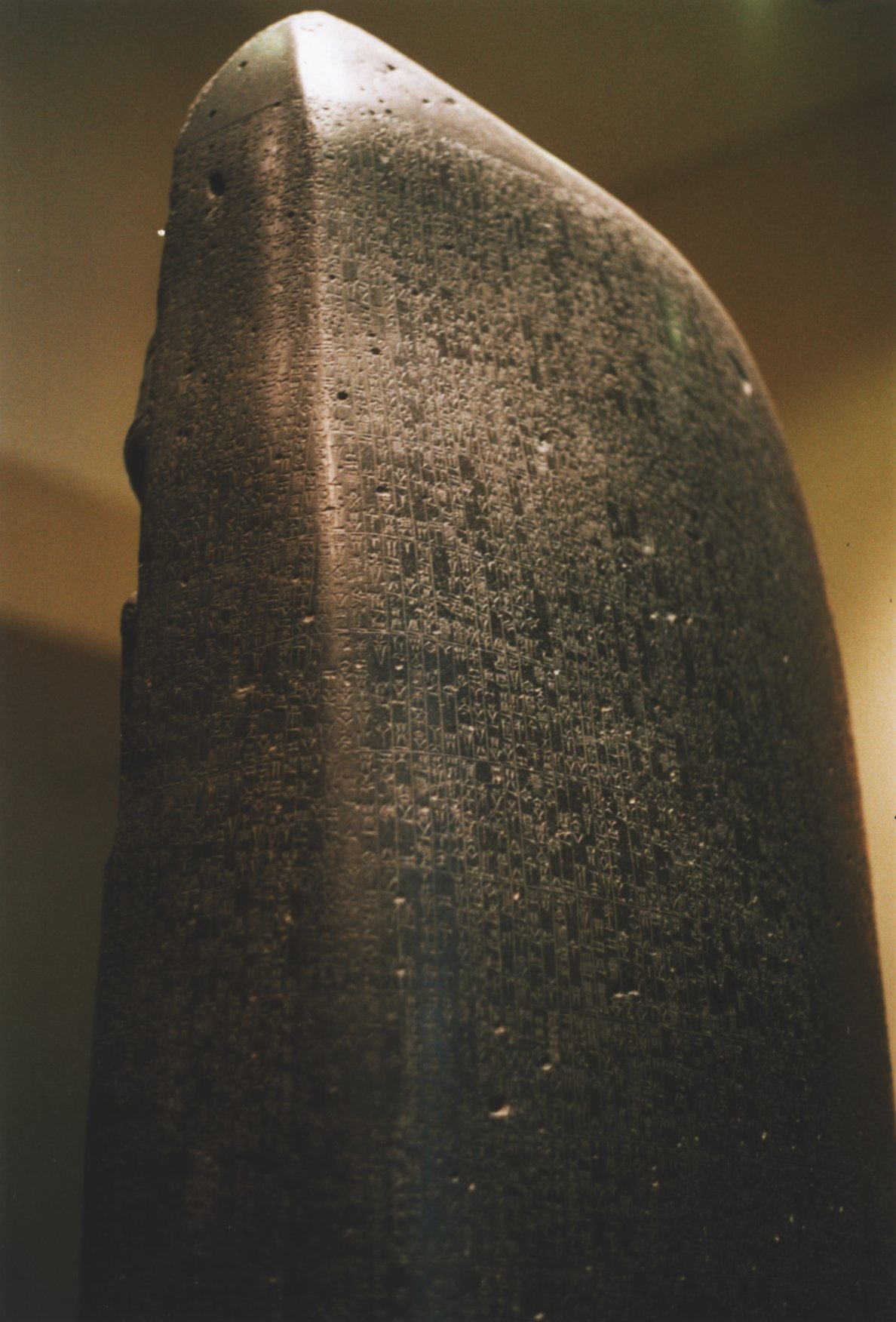
El código de Hammurabi fechado en 1692 a. C. en uno de los primeros ejemplos de código jurisprudencial, que recopila las decisiones de justicia del rey, e incluye ya la Ley del Talión.

El 16.º capítulo de Miles de millones se extiende sobre las reglas que regulan la conducta humana. Desde los códigos de las civilizaciones antiguas, casi siempre atribuidos a una divinidad a fin de ser atendidos, se llega a la abstracción de unas pocas normas generales:
- Regla de oro: «Haz a los demás lo que quisieras que te hagan a ti», o «pagar mal con bien», atribuida a Jesús de Nazaret pero en realidad más antigua. Según Sagan, casi nadie la aplica. Menciona el comentario de Confucio sobre la regla de oro, en el siglo V a. C.: «¿Con qué pagaréis entonces el bien? [...] ¿Debe la mujer pobre que envidia la riqueza de su vecina dar a la rica lo poco que tiene? ¿Debe el masoquista infligir dolor a su vecino?».
- Regla de plata: «No hagas a los demás lo que no quisieras que te hiciesen», aplicada en el siglo XX por Martin Luther King o Mahatma Gandhi, quizá más viable, pero también difícil de aplicar ante la injusticia recurrente.
- Regla de bronce: «Paga el bien con el bien, pero el mal con justicia», acuñada por Confucio, es según Sagan lo mismo que la ley del Talión, «ojo por ojo», y tiene como principal defecto generar la venganza inacabable.
- Regla de hierro: «Haz a los demás lo que te plazca, antes que ellos te lo hagan a ti», es ―según Sagan― la máxima secreta de muchos, si es que consiguen aplicarla, y a menudo el precepto tácito de los poderosos.

Otras reglas referidas por Sagan son:
- Regla de hojalata:[11] Combinación oportunista que consiste en aplicar la regla de oro para con los superiores y la de hierro con los inferiores y que puede enunciarse como «trata de ganarte el favor de los que están por encima de ti y abusa de los que tienes debajo».
- Nepotismo: «Privilegia en todo a tus parientes próximos y haz lo que te plazca con los demás».
- Regla del tal para cual: «Coopera primero con los demás, y luego haz lo que ellos te hagan».

Un concepto interesante que Sagan desarrolla a continuación es el de los «juegos de suma cero», donde es necesario que alguien pierda para que otro gane, y el «dilema del preso», analizado largamente en teoría de juegos.

### Gettysburg y ahora
Entre la batalla de Gettysburg, un arquetipo de destrucción y muerte de la Guerra de Secesión y «ahora», Sagan subraya el crecimiento exponencial de la capacidad destructiva del hombre. El riesgo de muerte, limitado mayormente a los soldados en aquella época, se extiende hoy a toda la Humanidad, sea que participe o no en forma directa de la confrontación.
Además del potencial de destrucción, Sagan recuerda que «cometemos errores, matamos a los nuestros»:
- Los desastres de Chernobyl y del transbordador espacial Challenger muestran que la tecnología y los controles pueden fallar.
- El siglo XX fue el siglo de Hitler y Stalin, prueba de que unos locos pueden apoderarse del poder en los modernos estados industriales.

Cada uno de esos triunfos tecnológicos hizo progresar el arte de la muerte en masa en un factor de mil. De Gettysburg a las bombas rompemanzanas, una energía explosiva mil veces mayor, de las rompemanzanas a la bomba atómica, mil veces más, y de la atómica a la bomba de hidrógeno, otras mil veces más. Mil veces mil son mil millones; en menos de un siglo el arma más temible se ha hecho mil millones de veces más mortal
Carl Sagan, Miles de millones, capítulo 17

Se resalta la necesidad de llegar a soluciones racionales en la cuestión de la guerra: «Nuestro reto es la reconciliación, no después de la carnicería y las muertes masivas, sino en vez de ellas».

### ElsigloXX
Según Sagan, el siglo XX será recordado por tres grandes innovaciones:
- Medios sin precedentes para salvar, prolongar y mejorar la vida: La tecnología agrícola, la higiene urbana y rural, la potabilización del agua, la teoría de los gérmenes, los antibióticos, la genética, la biología molecular, la erradicación de la viruela y de la poliomielitis, las técnicas para controlar la natalidad y las tecnologías de comunicación, entre otros logros.

- Medios sin precedentes para destruirla: La acumulación del arsenal nuclear, las guerras mundiales y la carrera armamentista.

- Conocimientos sin precedentes sobre nuestra propia naturaleza y la del universo: La teoría de la relatividad, la mecánica cuántica, la naturaleza de los átomos, los cuarks, fisión y fusión nuclear, naturaleza y función del ADN, biología molecular, naturaleza de los enlaces químicos, meteorología, satélites y telescopios satelitales, exploración espacial, informática, etc..

Sagan concluye que «adquirir el conocimiento y el saber necesarios para comprender las revelaciones científicas del siglo XX será el reto más profundo del siglo XXI».

## Opiniones sobre el libro y su autor
- «Sagan estaba muy, muy muy equivocado: la Tierra se encuentra en posición privilegiada, no solo para la vida tal como la conocemos, sino para cualquier vida compleja que podamos imaginar» (Guillermo González y Jay Richards).[12]
- «Carl Sagan fue uno de los principales científicos escépticos del mundo y un crítico de las actitudes anticientíficas e irracionales, quizá el principal difusor de la ciencia y su metodología» (Paul Kurtz).[13]
- «Carl Sagan recalentó al universo» (Joel Achenbach).[14]

## Reconocimientos
- Miles de millones fue seleccionada por la NASA en su listado Aerospace History publications (1997).[15]